# José Legrá
José Legrá (ur. 19 kwietnia 1943 w Baracoa) – kubański, a potem hiszpański bokser, dwukrotny zawodowy mistrz świata w wadze piórkowej.

## Kariera zawodowa
Rozpoczął karierę boksera zawodowego w 1960 na Kubie. Po zakazaniu boksu zawodowego na Kubie przez reżim Fidela Castro w 1962 przeniósł się do Meksyku, a w 1963 do Hiszpanii. Od rozpoczęcia walk w Hiszpanii do końca 1967 stoczył 76 walk, z których tylko jedną przegrał (z Howardem Winstone'em w 1965) i dwie zremisował. W grudniu 1967 zdobył wakujący tytuł mistrza Europy EBU w wadze piórkowej po pokonaniu Yvesa Desmaretsa, jednak zrezygnował z niego bez żadnej obrony.
24 lipca 1968 w Porthcawl w Walii zmierzył się ponownie z Howardem Winstone'em. Stawką pojedynku był posiadany przez Winstone'a pas mistrza świata federacji WBC w wadze piórkowej. Legrá zwyciężył przez techniczny nokaut w 5. rundzie i został nowym mistrzem świata. Utracił ten tytuł już podczas pierwszej obrony, przegrywając na punkty z Johnnym Famechonem 21 stycznia 1969 w Londynie. 18 lipca tego roku w Inglewood przegrał na punkty z byłym mistrzem świata Vicente Saldívarem, który powrócił na ring po blisko dwuletniej przerwie.
26 czerwca 1970 w Madrycie Legrá ponownie został mistrzem Europy EBU po zwycięstwie nad obrońcą tytułu Tommaso Gallim. Pięciokrotnie skutecznie bronił tego tytułu.
16 grudnia 1972 w Monterrey zmierzył się z mistrzem świata wagi piórkowej WBC Clemente Sánchezem. Sánchez miał nadwagę, której nie był w stanie zbić przed walką i prezydent WBC ogłosił, że pozbawia go tytułu. Walka jednak nie została odwołana. Gdyby zwyciężył Legrá, zostałby nowym mistrzem, a gdyby Sánchez, tytuł byłby wakujący. Legrá wygrał przez techniczny nokaut w 10. rundzie, wcześniej powalając Sáncheza na deski 11 razy. W następnej walce Legrá stracił tytuł po niejednogłośnej przegranej na punkty z byłym mistrzem świata w wadze koguciej Éderem Jofre 5 maja 1973 w Brasílii. Po wygraniu jednej walki w tym roku Legrá doznał porażki przez nokaut w 1. rundzie 24 listopada 1973 w Masaya z rąk Alexisa Argüello. Po tej walce zakończył karierę.